# Star Trek
Star Trek je americká mediální řada a fikční svět sci-fi televizních seriálů, celovečerních filmů, románů, komiksů i videoher. Je odvozena od původního seriálu Star Trek ze druhé poloviny 60. let 20. století, který vytvořil scenárista a producent Gene Roddenberry.
První seriál Star Trek (česky doslova „Hvězdné putování“, ale nepřekládá se), později pro rozlišení označovaný jako „The Original Series“ (doslovně Původní seriál), vznikl roku 1966 a čítal tři řady. Představil divákům kapitána Jamese Kirka s jeho posádkou, kterak prozkoumávají vesmír na palubě hvězdné lodi USS Enterprise. Jejich příběhy pokračovaly ve stejnojmenném animovaném seriálu (pro rozlišení „The Animated Series“, doslovně Animovaný seriál) a 6 celovečerních filmech. Od 80. let 20. století byly postupně natočeny čtyři další seriály, které stavěly na obdobném základu: Star Trek: Nová generace, která byla zasazena do období o několik desítek let později, než se odehrávaly události původních seriálů a filmů. Seriály Star Trek: Stanice Deep Space Nine a Star Trek: Vesmírná loď Voyager se odehrávaly ve stejném čase jako události Nové generace, dle které navíc vznikly i další 4 celovečerní filmy. Prequelový seriál s názvem Star Trek: Enterprise se odehrává asi 100 let před prvním seriálem. Od roku 2009 je Star Trek natáčen v podobě filmového rebootu, zatím vznikly tři filmy. Od roku 2017 je vysílán seriál Star Trek: Discovery, jehož děj je zasazen do období nedlouho před původním seriálem. Z Discovery původně vychází i antologická série krátkometrážních epizod Star Trek: Short Treks. V roce 2020 měl premiéru seriál Star Trek: Picard a animovaný komediální seriál Star Trek: Lower Decks, oba navazující za Novou generaci, roku 2021 pak animovaný seriál Star Trek: Fenomén a v roce 2022 Star Trek: Podivné nové světy.
Star Trek se stal pojmem, který získal mnoho ocenění, jmenovitě jednoho Oscara, 31 cen Emmy, několik cen BAFTA a mnoho dalších, ale především dal vzniknout široké základně fanoušků, označované jako trekkies, mezi které se počítá např. Bill Gates, Arnold Schwarzenegger, Whoopi Goldbergová nebo Steve Wozniak.

## Koncept
Gene Roddenberry pracoval v první polovině 60. let na novém seriálu. Protože probíhala studená válka a zároveň závod o dobývání vesmíru, bylo více než zajímavé uvést seriál o putování mezi planetami, který by se odehrával v době, kdy na Zemi není válek a strachu. Seriál se zpočátku nezdál moc úspěšný a Roddenberry byl z různých stran informován, že jde spíše o propadák. Už tehdy fanoušci svým naléháním na televizní společnost NBC prodloužili život seriálu na 3 sezóny, kdy byl finálně ukončen.
Později měl být seriál obnoven a Roddenberry začal pracovat na Star Trek: Phase II (fáze 2). K produkci však nakonec nedošlo.
Zachovanou ideou Roddenberryho i pro další seriály byla nejenom jednotnost lidstva, ale také vynechání osobních hodnot jako rasismus, sexismus, xenofobie atp. Proto už v prvním seriálu vystupuje Nyota Uhura coby zástupkyně černošské rasy a od druhé sezóny Pavel Čechov jako zřejmý zástupce Ruska. Posádka měla být mezinárodní a tím i bořit zavedené společenské bariéry. Jedním takovým mezníkem se stal polibek kapitána Kirka s Uhurou, coby bělocha s černoškou.
Když roku 1991 Roddenberry zemřel, jeho práci v seriálu The Next Generation převzal Rick Berman. TNG se stalo nejoblíbenějším seriálem z celé řady Star Treků. Společnost Paramount proto začala pracovat na seriálu Deep Space Nine ještě před ukončením TNG.

## Příběh a svět Star Treku

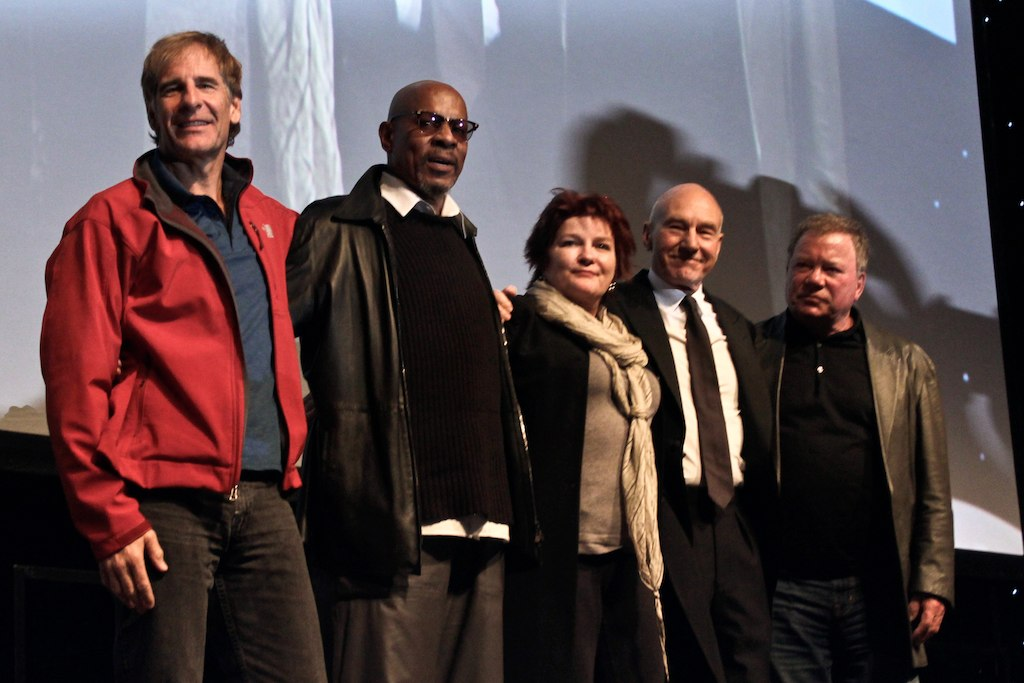
Pět herců, kteří ve startrekových seriálech ztvárnili kapitány (zleva): Scott Bakula, Avery Brooks, Kate Mulgrew, Patrick Stewart a William Shatner

Příběh Star Treku popisuje budoucnost lidstva, které po objevu mezihvězdného pohonu cestuje po celé galaxii, setkává se s mimozemskými civilizacemi a přes časté konflikty pomáhá šířit mír a vzájemné porozumění.
Popsaná je také „historie budoucnosti“, tedy fiktivní události od 60. let 20. století, kdy se seriál začal točit, do 23. století, ve kterém se odehrává; část připadající na dobu, která již uplynula, tak tvoří svého druhu alternativní historii, např. roku 1993 začaly „eugenické války“ vedené geneticky vylepšenými lidmi, ve kterých zemřelo přes 30 000 000 lidí.
Příběh se v metaforách a alegoriích dotýká mnoha aspektů skutečného světa (podle doby vzniku) a lidského života obecně. Mnoho epizod TOS naráží např. na studenou válku (Klingonská říše představuje Sovětský svaz). Pozdější série, zvláště Voyager, pak pojednávají spíše o univerzálních lidských hodnotách, o mezinárodních i mezilidských vztazích, nebo obsahují různá morální či filosofická poselství. Častým tématem bývá např. morální dilema (cit vs. zákon, etika vs. přežití, láska vs. odpovědnost, touha po poznání vs. bezpečnost, respekt k cizím kulturám vs. vlastní hodnoty) nebo jednání člověka v mezních situacích. Kromě toho jsou zastoupena i témata ve sci-fi klasická, jako např. varování před nevyzpytatelnými důsledky zneužití různých technologií, cestování v čase a změny historie, bioetika atd. Star Trek se však dotýká také psychologických témat (např. hledání vlastní identity – viz postava Sedmá z Devíti), filosofických témat (např. epizoda Voyageru Přání zemřít má téma převzaté z Čapkovy hry Věc Makropulos) i náboženských témat (např. epizody Voyageru Směrnice Omega nebo Tělesná pouta)

### Planety a rasy

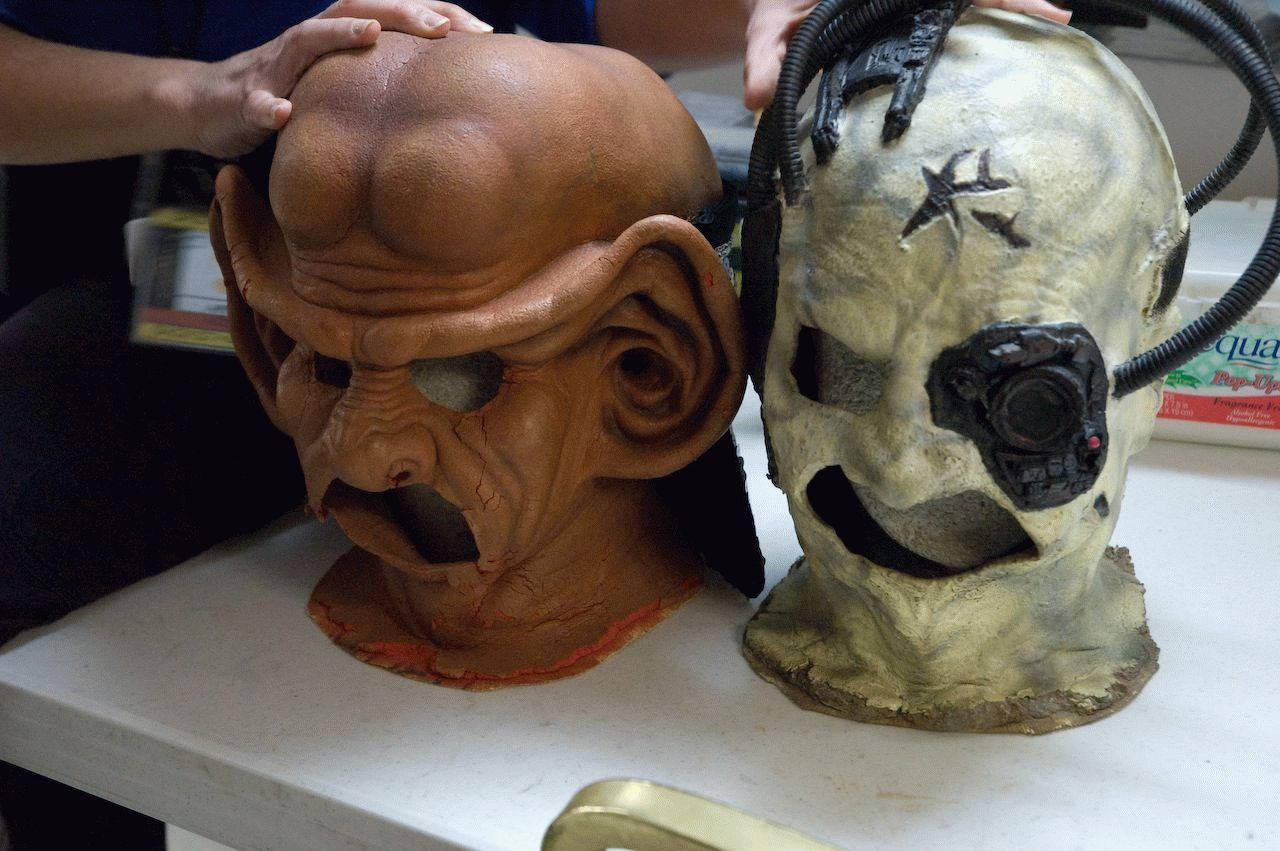
Masky ras Ferengů a Borgů

Vesmír Star Treku obsahuje mnoho obydlených planet a různých ras (převážně humanoidních). Mezi nejdůležitější z hlediska série patří lidé a Vulkánci, spolu s dalšími rasami tvořící mírumilovnou Federaci, zrádní Romulané, bojovní Klingoni a civilizace kyborgů – Borgové.

### Technologie
Star Trek popisuje velké množství fiktivních technologií, přičemž v každém desetiletí vnitřní chronologie jsou vynalézány další. Nejčastějším mezihvězdným (FTL) pohonem je warp, mezi další používanou fiktivní techniku patří transportér. Lodě jsou vybaveny paprskovými zbraněmi (phasery a disruptory), torpédy (fotonovými, plazmovými a jinými) a štíty.

## Seriály

### Původní seriál (1966–1969)

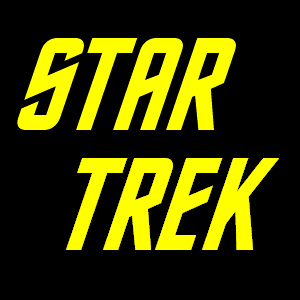
Logo původního seriálu Star Trek

Původní seriál Star Trek označovaný jako „The Original Series“ (zkratkou TOS) vysílaný v letech 1966–1969 začal celou existenci fikčního světa a má 3 řady s celkem 80 díly po 49 minutách. Zvláštností je, že první pilotní díl s názvem Klec z roku 1964 byl společností NBC zamítnut a své premiéry na televizních obrazovkách se dočkal až o 20 let později. Hlavní postavou je kapitán James Tiberius Kirk, který velí posádce lodi USS Enterprise (NCC-1701) na pětileté misi. Úkolem této mise je prozkoumávat neznámý vesmír, navazovat kontakty s novými civilizacemi a hlásat poslání Spojené federace planet.
Tvůrce seriálu a Star Treku vůbec Gene Roddenberry chtěl vytvořit sci-fi seriál, který by ukazoval nejen na technologický pokrok lidstva daleké budoucnosti, ale také na odbourání projevů rasismu, diskriminace žen a dalších negativ. Seriál byl několikrát upravován a Roddenberry nakonec i sjednotil Zemi pod jednu samosprávu a lidstvo samotné tak představuje spíše národ v paletě různých mimozemských civilizací. První kroky provázely problémy. Studia seriál vůbec nechtěla a úspěch zažil Roddenberry až u Desilu Studios. I zde však narazil na kritické poznámky po natočení pilotního dílu Klec, ale seriál byl schválen a podpořen dobrým rozpočtem. Toto však ustalo po 2. sezóně, kdy Desilu bylo koupeno společností Paramount, která snížila rozpočet a sám Roddenberry od další tvorby ustoupil. Seriál byl tak ukončen při celkovém počtu 80 epizod ve třech sériích, což se projevilo jako chybné, když Paramount prodal vysílací práva i jiným společnostem a Star Trek se velmi rychle rozšířil a získal mnoho fanoušků. Zvažovalo se i obnovení seriálu v 70. letech, ale to se zdálo společnosti velmi nákladné a namísto toho byl vytvořen animovaný seriál Star Trek, který dabovali původní herci.
Roddenberry původní seriál ohraničil na trojici hlavních postav – kapitán James T. Kirk (William Shatner), první důstojník, Vulkánec Spock (Leonard Nimoy) a vrchní lékař Dr. Leonard McCoy (DeForest Kelley) společně účinkovali v největším počtu epizod. Ostatní postavy posádky byly spíše doprovodné. Tuto taktiku se Roddenberry rozhodl změnit až u seriálu Nová generace, kde zaměřil dění na více členů posádky.

### Animovaný seriál (1973–1974)
Animovaný seriál Star Trek, označovaný jako „The Animated Series“ (zkratkou TAS), z let 1973–1974 je seriál o dvou řadách s dohromady 22 díly zhruba po 30 minutách. Došlo k menším změnám v posádce, ale hlavní hrdinové jsou totožní. Události navazují na předchozí seriál. Hlasy animovaným postavám propůjčili herci původní posádky z TOS, kteří si (změněnými hlasy) zahráli i role dalších postav.

### Nová generace(1987–1994)

Logo seriálu

Seriál Star Trek: Nová generace (zkratkou TNG) byl vysílán v letech 1987–1994 a obsahuje 7 řad se 178 díly. Odehrává se téměř 100 let po původním seriálu (v letech 2364–2370). V seriálu tak vystupuje nová loď Enterprise-D s novou posádkou, které velí kapitán Jean-Luc Picard (hraje Patrick Stewart). Posádka má více členů, mezi nimi i příslušníky mimozemských druhů, jako jsou poradkyně a poloviční Betazoid Deanna Troi (hraje Marina Sirtis) a poručík Worf (hraje Michael Dorn), první Klingon ve Hvězdné flotile. Dalšími členy posádky jsou první důstojník komandér William Riker (Jonathan Frakes), druhý důstojník android Dat (Brent Spiner), lodní lékařka Beverly Crusherová (Gates McFadden), hlavní inženýr Geordi La Forge (LeVar Burton) a syn doktory Crusherové Wesley (Wil Wheaton).
Seriál se začal vysílat 28. září 1987 (v ČR 29. září 1994) a měl sedm řad. Premiéra závěrečného dílu byla vysílána 23. května 1994 (v ČR 26. ledna 2001). Prostředí Star Treku prezentované v tomto seriálu posloužilo jako základ pro dva další seriály, Star Trek: Stanice Deep Space Nine a Star Trek: Vesmírná loď Voyager. Seriál zpočátku řídil tvůrce Star Treku, Gene Roddenberry, který zemřel v roce 1991.
Seriál byl v roce 1994 nominován na cenu Emmy za nejlepší dramatický seriál. Obdržel také cenu Peabody Award za epizodu Poslední sbohem (The Big Goodbye). Ocenění Hugo Award za nejlepší hrané představení získaly epizody Vnitřní světlo (The Inner Light) v roce 1993 a Všechno dobré... (All Good Things...) v roce 1995.

### Stanice Deep Space Nine(1993–1999)

Logo seriálu

Star Trek: Stanice Deep Space Nine (zkratkou DS9) byl vysílán v letech 1993–1999 a má 7 řad se 176 díly. Začal se vysílat 3. ledna 1993 (v ČR 17. dubna 1994). Premiéra závěrečného dílu byla vysílána 2. června 1999. V ČR byl seriál postupně vysílán na Nově (1. řada), Primě (2.–3. řada) a AXN (4.–7. řada).
Odehrává se během posledních let Nové generace a v letech bezprostředně následujících (2369–2375). Jde o jediný seriál z prostředí Star Treku, který se odehrává na vesmírné stanici a nikoli na hvězdné lodi. Děj je zasazen na stanici postavenou rasou Cardassianů pojmenovanou Deep Space Nine (v původním českém překladu Hluboký vesmír devět), původně Terok Nor. Nachází se u planety Bajor a unikátní stabilní červí díry, která poskytuje přístup do 60 000 světelných let vzdáleného kvadrantu gama. Seriál sleduje osudy posádky stanice, kterou vede komandér (později kapitán) Benjamin Sisko (hraje Avery Brooks). Prvním důstojníkem je Bajoranka major (později plukovník) Kira Nerys (hraje Nana Visitor). Dalšími členy posádky jsou šéf bezpečnosti měňavec Odo (René Auberjonois), doktor Julian Bashir (Alexander Siddig), vědecká důstojnice z rasy Trillů Jadzia Dax (Terry Farrellová), syn komandéra Siska Jake (Cirroc Lofton) a ferengský barman Quark (Armin Shimerman). Ze seriálu Nová generace přišli inženýr Miles O'Brien (Colm Meaney) a ve 4. řadě ještě Klingon Worf (Michael Dorn), jehož příchod měl pomoci zlepšit sledovanost. Ve třetí řadě je ke stanici přidělena hvězdná loď USS Defiant, která poskytla posádce i scenáristům nové možnosti.
Umístění děje na stanici umožnilo rozvíjet témata, která se vinou celým seriálem, například dopady cardassijské okupace Bajoru, role Siska jako Vyslance Proroků, významné náboženské osobnosti pro Bajorany, v pozdějších řadách pak zejména válka s mocností z kvadrantu gama zvanou Dominion. Od ostatních seriálů Star Treku se tak liší delšími příběhy tvořenými několika epizodami, konfliktem mezi rasami a náboženskými tématy, což jsou prvky, které diváci a kritici oceňují, ale které Gene Roddenberry zakázal v původním seriálu a Nové generaci. Nicméně Roddenberry byl o plánech na seriál DS9 před smrtí informován, a jde tak o poslední seriál, s nímž ho lze spojovat.
Podobně jako Nová generace, i Stanice Deep Space Nine získal několik ocenění, například cenu Emmy za make-up nebo hudbu a celou řadu nominací.

### Vesmírná loď Voyager(1995–2001)

Logo seriálu

Star Trek: Vesmírná loď Voyager (zkratkou VOY) byl vysílán v letech 1995–2001 a má 7 řad se 172 díly. Odehrává se na lodi Voyager s kapitánkou Katheryn Janewayovou. V průběhu tohoto seriálu převzal vedení Star Treku po Roddenberryho smrti Brannon Braga, který ho směřoval dost odlišně, což u významné části fanoušků vzbudilo rozhořčení. Hlavním předmětem kritiky jsou častá narušení kontinuity seriálu.

### Enterprise(2001–2005)

Logo seriálu

Star Trek: Enterprise (zkratkou ENT) byl vysílán v letech 2001–2005 pod vedením Brannona Bragy a má 4 řady s 98 díly. Odehrává se před všemi předchozími seriály, dokonce ještě před založením Federace. Loď se jmenuje Enterprise a nese označení NX-01.

### Discovery(2017–2024)

Logo Discovery pro první a druhou řadu

Seriál Star Trek: Discovery (zkratkou DIS nebo DSC) byl vydáván v letech 2017–2024 a má 5 řad s 65 díly. Úvodní díl byl v roce 2017 odvysílán na stanici CBS, avšak následující epizody byly zveřejňovány na internetové platformě CBS All Access (později přejmenovaný na Paramount+). Epizody jsou oproti předchozím seriálům vzájemně úzce dějově provázány. Seriál začíná asi deset let před příběhy původní „TOSky“ a vypráví o posádce lodi USS Discovery. Hlavní postavou je žena – první důstojník Michael Burnham. V posádce lodi se objevuje více mimozemských druhů, včetně úplně nových, které se ještě v žádném Star Treku neobjevily. V seriálu jsou také dvě homosexuální postavy a celý seriál je více zaměřený na postavy. Discovery byla původně připravována pod vedením Bryana Fullera, jenž odešel ještě před začátkem její produkce. Vystřídali jej Gretchen J. Bergová a Aaron Harberts, kteří byli během druhé řady nahrazeni spoluautorem seriálu Alexem Kurtzmanem.

### Short Treks(od 2018)
Star Trek: Short Treks (zkratkou ST) je antologická série krátkometrážních epizod, jejíž první řada byla zveřejňována v letech 2018-2019 na CBS All Access v přestávce mezi první a druhou řadou Discovery. První řada využívá postavy a prostředí Discovery. Druhá řada z let 2019–2020 využívá i jiná místa a postavy. Dosud bylo odvysíláno 10 dílů. 

### Picard(2020–2023)

Logo seriálu

Star Trek: Picard (zkratkou PIC) vychází z Nové generace a byl vydáván v letech 2020–2023 na streamovací platformě CBS All Access (později přejmenovaný na Paramount+) má 3 řady s 30 díly. Zaměřuje se na postavu Jean-Luca Picarda a odehrává se 20 let po filmu Star Trek: Nemesis, v němž se Picard se svou posádkou objevil naposledy. První řada seriálu vznikla pod dozorem showrunnera Michaela Chabona.

### Lower Decks(2020–2024)

Logo seriálu

Star Trek: Lower Decks (zkratkou LD) je první komediální a celkově druhý animovaný startrekový seriál, který měl premiéru v roce 2020 na CBS All Access. Oproti ostatním se zaměřuje se na nižší důstojníky na jedné ne příliš důležité lodi Hvězdné flotily a odehrává se krátce po filmu Nemesis. Za projektem stojí producent a scenárista Mike McMahan.

### Fenomén(2021–2024)

Logo seriálu

Star Trek: Fenomén (anglicky Star Trek: Prodigy, zkratkou PRO) byl vydáván v letech 2021–2024 na streamovací platformě Paramount+ a má 2 řady se 40 díly. Je to třetí animovaný seriál určen pro mladší diváky, věnuje se skupině teenagerů, kteří pro svá dobrodružství využívají opuštěnou hvězdnou loď. Autory seriálu jsou bratři Kevin a Dan Hagemanovi.

### Podivné nové světy(od 2022)

Logo seriálu

Star Trek: Podivné nové světy (zkratkou SNW) je spin-off Discovery a měl premiéru v roce 2022 na Paramount+. Seriál, odehrávající se sedm let před původním Star Trekem, se věnuje lodi Enterprise pod velením kapitána Christophera Pika, která zkoumá vesmír a nové světy.

### Starfleet Academy(připravovaný)

Logo seriálu

Star Trek: Starfleet Academy (zkratkou SFA) je připravovaný spin-off Discovery, jehož premiéra se očekává v roce 2025 nebo 2026 na Paramount+ a jeho první řada bude mít 10 dílů. Seriál se bude odehrávat na Akademii Hvězdné flotily ve 32. století a bude zaměřen na mladší publikum.
V červnu 2018 vyvíjeli seriál Stephanie Savage a Joshe Schwartze. V únoru 2022 převzala Gaia Violo projekt, který měl být dalším v pořadí po seriálu (nakonec film) Oddíl 31. V březnu 2023 dostal seriál zelenou od streamovací platformy Paramount+ a do výroby se dostal v roce 2024. Alex Kurtzman a Noga Landau slouží jako showrunneři, zatímco Violo nyní slouží jako výkonná producentka. Holly Hunter má být v hlavním obsazení, zatímco Paul Giamatti má hrát vedlejší roli. V červenci 2024 na panelu 58. Comic-Conu v San Diegu, Kurtzman a Landau odhalili, že se k obsazení přidali Kerrice Brooks, Karim Diané, George Hawkins, Bella Shepard a Zoë Steiner, kteří hrají kadety Hvězdné flotily. Natáčení první řady začalo 26. srpna 2024 a skončilo v únoru 2025. Natáčení druhé řady by mělo začít v polovině roku 2025.

### Nerealizované seriály
V polovině 70. let 20. století připravoval Gene Roddenberry druhý hraný seriál s názvem Star Trek: Phase II, který měl navazovat na původní „tosku“. Jeho vysílání bylo plánováno na rok 1978, těsně před zahájením vlastní výroby ale byla jeho realizace zrušena. Rekvizity a kulisy byly následně použity v prvním celovečerním snímku Star Trek: Film (1979), který byl vytvořen přepracováním scénáře úvodního pilotního dvouhodinového dílu Phase II. Seriál se měl zabývat druhou pětiletou misí Enterprise pod velením kapitána Kirka. Název Phase II následně využili fanoušci pro vlastní produkovaný seriál.
Po zrušení seriálu Star Trek: Enterprise v roce 2005 se sešli režisér Bryan Singer, scenárista Christopher McQuarrie a producent Robert Meyer Burnett, aby vytvořili návrh nového seriálu s názvem Star Trek: Federation, který poté nabídli Paramountu. Filmové studio ale pro další realizaci vybralo v roce 2006 J. J. Abramse, který roku 2009 natočil filmový reboot celé série pod jednoduchým názvem Star Trek. Děj seriálu Federation se měl odehrávat v roce 3000, tedy více než 600 let po událostech z dějově nejpozději zasazených seriálů a filmů.
V září 2011 bylo oznámeno, že televizní producent David Foster připravuje koncept dalšího televizního seriálu, který by měl být zasazen v hlavní realitě Star Treku do po-voyagerovské éry, tedy na konec 24. století. V případě zájmu a realizace jej měla vysílat stanice CBS. Projekt však nebyl uskutečněn.

### Produkce fanoušků
Kromě oficiálních seriálů existuje také mnoho příběhů natočených amatérsky fanoušky (o psané fan fiction nemluvě), dokonce i celý seriál Star Trek: Hidden Frontier se sedmi řadami. Za zmínku stojí také Star Trek: Phase II (původně Star Trek: New Voyages), který navazuje na původní seriál a amatérští tvůrci si dali za cíl nahradit jeho nerealizované stejnojmenné pokračování.
V České republice stojí za zmínku první český fanouškovský film Metrénský incident z roku 2007 v režii Anny Štefánkové a produkce tvůrčí skupiny FSFilm, věnující se natáčení amatérských fanouškovských sci-fi filmů a seriálů ve vlastními silami postavených kulisách interiéru hvězdné lodi.
Tato neoficiální díla nemají licenci od společnosti ViacomCBS a od roku 2016 musí dodržovat pravidla pro fanouškovskou tvorbu, která toho roku stanovili držitelé autorských práv, společnosti CBS Studios a Paramount Pictures.

## Filmy
V letech 1979–2025 bylo natočeno 13 celovečerních a jeden televizní film z prostředí Star Treku.
Prvních šest navazuje na původní seriál (TOS) se stejnou posádkou:
- Star Trek: Film (1979; Star Trek: The Motion Picture, zkratka TMP)
- Star Trek II: Khanův hněv (1982; Star Trek II: The Wrath of Khan – TWK)
- Star Trek III: Pátrání po Spockovi (1984; Star Trek III: The Search for Spock – TSS)
- Star Trek IV: Cesta domů (1986; Star Trek IV: The Voyage Home – TVH)
- Star Trek V: Nejzazší hranice (1989; Star Trek: The Final Frontier – TFF)
- Star Trek VI: Neobjevená země (1991; Star Trek: The Undiscovered Country – TUC)

Další čtyři navazují na Star Trek: Novou generaci:
- Star Trek: Generace (1994; Star Trek: Generations – GEN)
- Star Trek: První kontakt (1996; Star Trek: First Contact – FC)
- Star Trek: Vzpoura (1998; Star Trek: Insurrection – INS)
- Star Trek: Nemesis (2002; Star Trek: Nemesis – NEM)

Následující filmy se vrací do období TOS, ale vytváří alternativní realitu:
- Star Trek (2009; Star Trek – ST)
- Star Trek: Do temnoty (2013; Star Trek Into Darkness – STID)
- Star Trek: Do neznáma (2016; Star Trek Beyond – STB)

 Televizní film:
- Star Trek: Oddíl 31 (2025; Star Trek: Section 31 – S31)

## Chronologie seriálů a filmů

### Chronologie podle děje
Tabulka ukazuje chronologii seriálů a filmů Star Treku ve fiktivní budoucnosti. V prvním sloupci je rok základní dějové linie. U názvů filmu je uvedeno, pokud se děj odehrává s časovým posunem. V případě seriálů existuje řada epizod obsahujících prvek cestování časem, to není pro zachování přehlednosti v tabulce zaneseno. Filmy z alternativní reality jsou uvedeny ve druhém bloku sloupů.
| Fiktivní rok   | Seriály / filmy                             | Rok premiéry  |                      |                        |                      |
| 20. století    | 20. století                                 | 20. století   | 20. století          | 20. století            | 20. století          |
| -------------- | ------------------------------------------- | ------------- | -------------------- | ---------------------- | -------------------- |
| 1986           | Star Trek IV: Cesta domů (hlavní děj)       | 1986          |                      |                        |                      |
| 21. století    |                                             |               |                      |                        |                      |
| 2024           | Star Trek: Picard, 2. řada (hlavní děj)     | 2022          |                      |                        |                      |
| 2063           | Star Trek: První kontakt (hlavní děj)       | 1996          |                      |                        |                      |
| 22. století    |                                             |               |                      |                        |                      |
| 2151–2152      | Star Trek: Enterprise, 1. řada              | 2001–2002     |                      |                        |                      |
| 2152–2153      | Star Trek: Enterprise, 2. řada              | 2002–2003     |                      |                        |                      |
| 2153–2154      | Star Trek: Enterprise, 3. řada              | 2003–2004     |                      |                        |                      |
| 2154–2155/2161 | Star Trek: Enterprise, 4. řada              | 2004–2005     |                      |                        |                      |
| 23. století    |                                             |               |                      |                        |                      |
| 2254           | Star Trek, „Klec“                           | 1964 (výroba) | Alternativní realita | Alternativní realita   | Alternativní realita |
| 2256–2257      | Star Trek: Discovery, 1. řada               | 2017–2018     | Fiktivní rok         | Filmy                  | Rok premiéry         |
| 2257–2258      | Star Trek: Discovery, 2. řada               | 2019          | 2233–2258            | Star Trek (hlavní děj) | 2009                 |
| 2259           | Star Trek: Podivné nové světy, 1. řada      | 2022          | 2259–2260            | Star Trek: Do temnoty  | 2013                 |
| 2260           | Star Trek: Podivné nové světy, 2. řada      | 2023          |                      |                        |                      |
| 2265           | Star Trek, „Kam se dosud člověk nevydal“    | 1965 (výroba) | 2263                 | Star Trek: Do neznáma  | 2016                 |
| 2266–2267      | Star Trek, 1. řada                          | 1966–1967     |                      |                        |                      |
| 2267–2268      | Star Trek, 2. řada                          | 1967–1968     |                      |                        |                      |
| 2268–2269      | Star Trek, 3. řada                          | 1968–1969     |                      |                        |                      |
| 2269           | Star Trek (animovaný seriál), 1. řada       | 1973–1974     |                      |                        |                      |
| 2270           | Star Trek (animovaný seriál), 2. řada       | 1974          |                      |                        |                      |
| 2273           | Star Trek: Film                             | 1979          |                      |                        |                      |
| 2285           | Star Trek II: Khanův hněv                   | 1982          |                      |                        |                      |
| 2285           | Star Trek III: Pátrání po Spockovi          | 1984          |                      |                        |                      |
| 2286           | Star Trek IV: Cesta domů (část filmu)       | 1986          |                      |                        |                      |
| 2287           | Star Trek V: Nejzazší hranice               | 1989          |                      |                        |                      |
| 2293           | Star Trek VI: Neobjevená země               | 1991          |                      |                        |                      |
| 2293           | Star Trek: Generace (úvodní část)           | 1994          |                      |                        |                      |
| 24. století    |                                             |               |                      |                        |                      |
| 2324           | Star Trek: Oddíl 31                         | 2025          |                      |                        |                      |
| 2364           | Star Trek: Nová generace, 1. řada           | 1987–1988     |                      |                        |                      |
| 2365           | Star Trek: Nová generace, 2. řada           | 1988–1989     |                      |                        |                      |
| 2366           | Star Trek: Nová generace, 3. řada           | 1989–1990     |                      |                        |                      |
| 2367           | Star Trek: Nová generace, 4. řada           | 1990–1991     |                      |                        |                      |
| 2368           | Star Trek: Nová generace, 5. řada           | 1991–1992     |                      |                        |                      |
| 2369           | Star Trek: Nová generace, 6. řada           | 1992–1993     |                      |                        |                      |
| 2369           | Star Trek: Stanice Deep Space Nine, 1. řada | 1992–1993     |                      |                        |                      |
| 2370           | Star Trek: Nová generace, 7. řada           | 1993–1994     |                      |                        |                      |
| 2370           | Star Trek: Stanice Deep Space Nine, 2. řada | 1993–1994     |                      |                        |                      |
| 2371           | Star Trek: Generace (hlavní děj)            | 1994          |                      |                        |                      |
| 2371           | Star Trek: Vesmírná loď Voyager, 1. řada    | 1994–1995     |                      |                        |                      |
| 2371           | Star Trek: Stanice Deep Space Nine, 3. řada | 1994–1995     |                      |                        |                      |
| 2372           | Star Trek: Vesmírná loď Voyager, 2. řada    | 1995–1996     |                      |                        |                      |
| 2372           | Star Trek: Stanice Deep Space Nine, 4. řada | 1995–1996     |                      |                        |                      |
| 2373           | Star Trek: První kontakt (část filmu)       | 1996          |                      |                        |                      |
| 2373           | Star Trek: Vesmírná loď Voyager, 3. řada    | 1996–1997     |                      |                        |                      |
| 2373           | Star Trek: Stanice Deep Space Nine, 5. řada | 1996–1997     |                      |                        |                      |
| 2374           | Star Trek: Vesmírná loď Voyager, 4. řada    | 1997–1998     |                      |                        |                      |
| 2374           | Star Trek: Stanice Deep Space Nine, 6. řada | 1997–1998     |                      |                        |                      |
| 2375           | Star Trek: Vzpoura                          | 1998          |                      |                        |                      |
| 2375           | Star Trek: Vesmírná loď Voyager, 5. řada    | 1998–1999     |                      |                        |                      |
| 2375           | Star Trek: Stanice Deep Space Nine, 7. řada | 1998–1999     |                      |                        |                      |
| 2376           | Star Trek: Vesmírná loď Voyager, 6. řada    | 1999–2000     |                      |                        |                      |
| 2377–2378      | Star Trek: Vesmírná loď Voyager, 7. řada    | 2000–2001     |                      |                        |                      |
| 2379           | Star Trek: Nemesis                          | 2002          |                      |                        |                      |
| 2380           | Star Trek: Lower Decks, 1. řada             | 2020          |                      |                        |                      |
| 2381           | Star Trek: Lower Decks, 2. řada             | 2021          |                      |                        |                      |
| 2381           | Star Trek: Lower Decks, 3. řada             | 2022          |                      |                        |                      |
| 2381           | Star Trek: Lower Decks, 4. řada             | 2023          |                      |                        |                      |
| 2382           | Star Trek: Lower Decks, 5. řada             | 2024          |                      |                        |                      |
| 2383–2384      | Star Trek: Fenomén, 1. řada                 | 2021–2022     |                      |                        |                      |
| 2384–2385      | Star Trek: Fenomén, 2. řada                 | 2024          |                      |                        |                      |
| 2385           | Star Trek: Picard, 1. řada (části děje)     | 2020          |                      |                        |                      |
| 2387           | Star Trek (část filmu)                      | 2009          |                      |                        |                      |
| 2399           | Star Trek: Picard, 1. řada (hlavní děj)     | 2020          |                      |                        |                      |
| 25. století    |                                             |               |                      |                        |                      |
| 2401           | Star Trek: Picard, 2. řada (část děje)      | 2022          |                      |                        |                      |
| 2401           | Star Trek: Picard, 3. řada                  | 2023          |                      |                        |                      |
| 32. století    |                                             |               |                      |                        |                      |
| 3188–3189      | Star Trek: Discovery, 3. řada               | 2020–2021     |                      |                        |                      |
| 3190           | Star Trek: Discovery, 4. řada               | 2021–2022     |                      |                        |                      |
| 3191           | Star Trek: Discovery, 5. řada               | 2024          |                      |                        |                      |

## Ostatní

Logo knihy Star Trek: Voyager

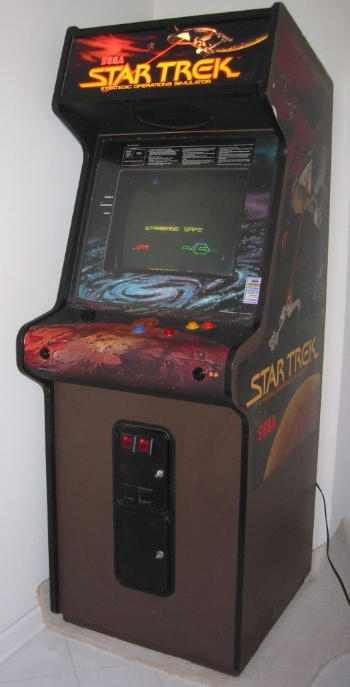
Videoherní automat Star Trek Strategic Operation Simulator (1982)

Ve vesmíru Star Treku se odehrává i řada počítačových her různých žánrů (například Star Trek: Starfleet Command, Star Trek: Armada), několik set knih – od knižních vydání natočených epizod přes nové epizody existujících sérií (především původní a Nové generace) ke zcela nezávislým – a několik komiksů (mezi neoficiální patří i crossover (tj. vzájemné prolínání) s X-Meny).

### Knihy
Knihy o Star Treku jsou řazené do několika sérií. Například Originální série, Nová generace, Voyager a svými příběhy navazují na příslušné televizní seriály. Jednotlivé řady jsou navzájem odlišitelné i formátem a grafickou úpravou. Zprvu byly i číslované, později místo čísel měly označení série, např. Star Trek Nová generace. Knih vyšlo více než 500 od mnoha autorů.

### Hry
S tematikou Star Treku vzniklo přes 50 oficiálních počítačových her. Od roku 1971 do začátku devadesátých let vyšly bezmála tři desítky Star Trek videoher. Ovšem až roku 1992 vyšla první opravdu úspěšná a VGA hra, adventura Star Trek: 25th Anniversary. Ta byla následovaná druhým dílem Star Trek: Judgment Rites.
K populárním hrám na motivy Star Treku patří MMORPG Star Trek Online, vydaná v roce 2010. Posledním známým přírůstkem do série je hra ve virtuální realitě Star Trek: Bridge Crew z roku 2017.
Oproti filmům a seriálům se oficiální počítačové hry z prostředí Star Treku ve svých kritikách většinou těšily pouze průměrnému až negativnímu hodnocení. V roce 2003 navíc společnost Activision žalovala držitele práv Star Treku, firmu Viacom, která podle ní nedodržovala podmínky vzájemné smlouvy a malým rozvojem filmů a seriálů utlumovala i prodej her pod touto licencí, které tvořila právě Activision.
Hry z prostředí Star Treku pokrývají řadu platforem pro které byly vyvíjeny od 8bitových Atari a Apple II, přes počítače Amiga, konzole Xbox, SONY PlayStation až po PC se systémem MS-DOS nebo Windows.

## Vliv Star Treku

### Raketoplán Enterprise

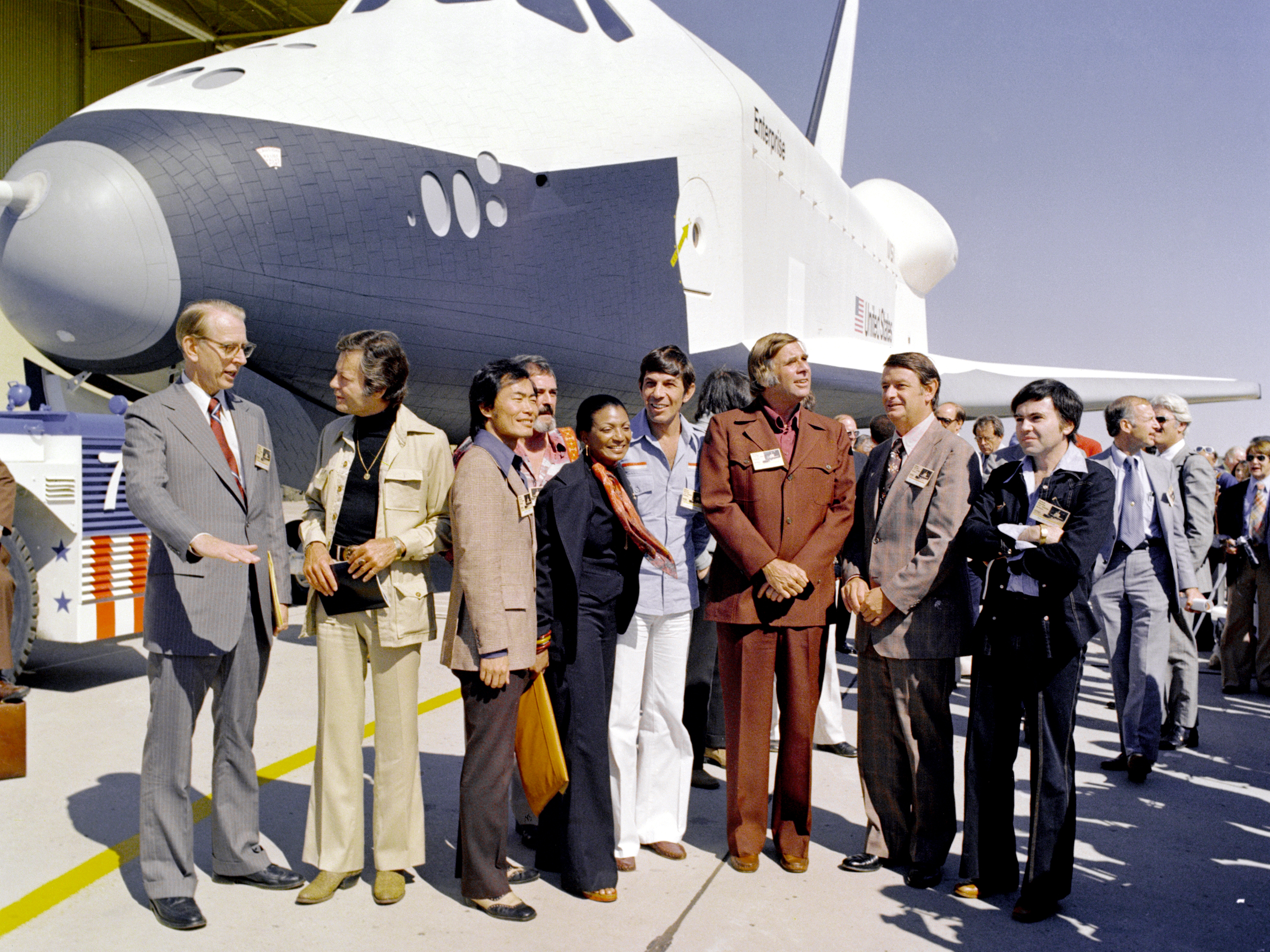
Představitelé posádky Enterprise s Roddenberrym a skutečný Enterprise (OV-101)

Enterprise (OV-101), vůbec první americký raketoplán postavený pro NASA se měl původně jmenovat Constitution, ale trekkies svou masovou dopisovou kampaní přiměli tvůrce pro změnu názvu podle fiktivní vesmírné lodi.
Při slavnostním dokončení výroby raketoplánu byli přizváni také hlavní představitelé fiktivní posádky USS Enterprise NCC-1701 spolu s tvůrcem Gene Roddenberrym.
Skutečnost však byla taková, že raketoplán byl určen pro testování a do vesmíru se nikdy nedostal. Dnes je k vidění v muzeu ve Washingtonu.

### Mobilní telefony

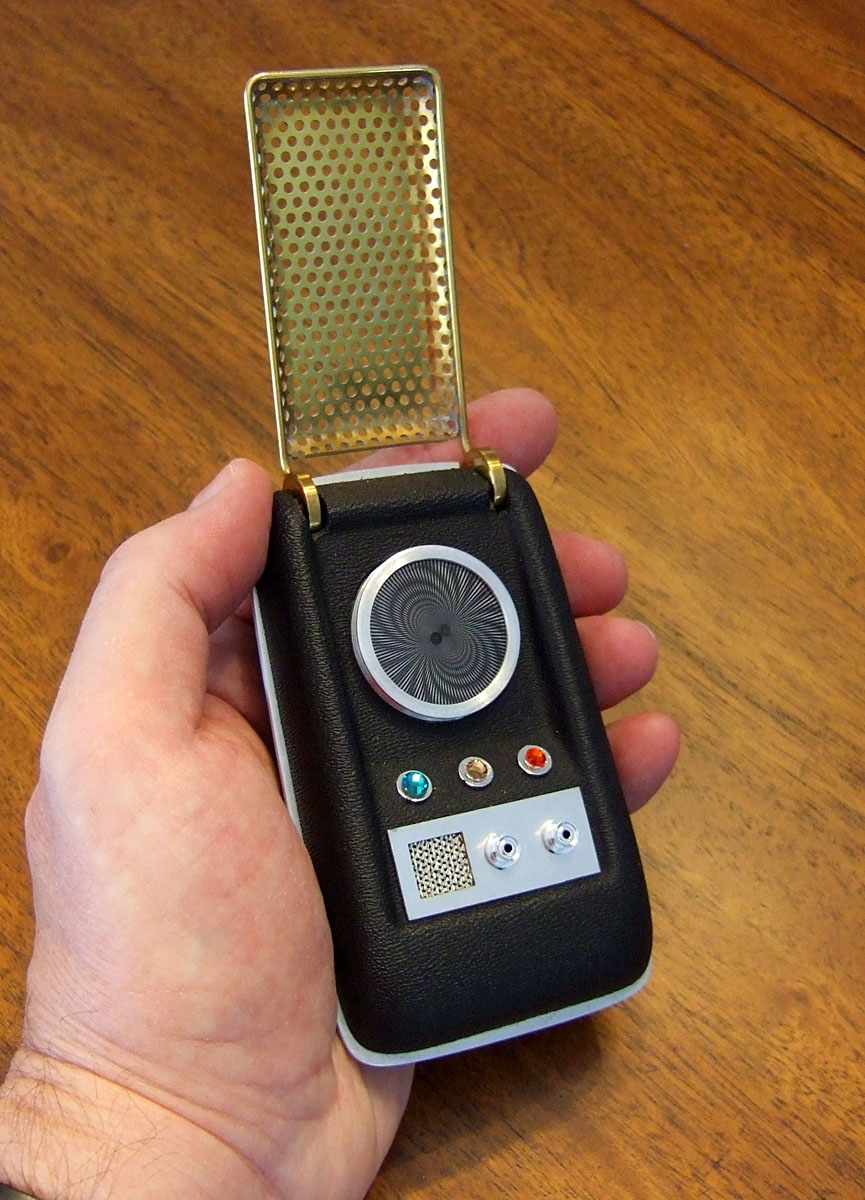
Komunikátor používaný v seriálu TOS

Pro jeden ze svých mobilních telefonů – StarTAC – se firma Motorola nechala inspirovat komunikátorem, který byl k vidění v původním seriálu ze 60. let. Přitom v době, kdy byl přístroj pro seriál navržen, mobilní telefon vůbec neexistoval.
Finská společnost Nokia si zase od Star Treku vypůjčila jméno a v roce 2009 uvedla na trh nový model mobilního telefonu pod názvem Nokia 5800 Star Trek V tomto případě jde ale především o marketing, protože mobilní telefon se vyznačuje stejnými parametry jako Nokia 5800 ExpressMusic, ale je vybaven tématy, spořičem obrazovky a aplikacemi ve stylu Star Treku.
Nokia 5800 Star Trek byl uveden na trh u příležitosti vydání nejnovějšího filmu Star Trek (2009).
Dalším výrobcem, který si vypůjčil jméno seriálu pro svůj mobilní telefon je tchajwanská společnost High Tech Computer Corporation. Ta dala svému rozklápěcímu telefonu název Qtek HTC Star Trek nebo také STRTrk.

### Parodie
Ve filmu
- Film Galaxy Quest představuje parodii jak na Star Trek samotný, tak komunitu jeho fanoušků.
- Finský film a seriál Star Wreck paroduje světy Star Treku a Babylonu 5.
- Německý film (T)Raumschiff Surprise – Periode 1 byl natočen jako parodie na Star Trek, Star Wars, Pátý element a další.

V seriálu
- V seriálu Simpsonovi byl několikrát Star Trek parodován.
- V animovaném seriálu Futurama je Star Trek parodován velmi často. Dokonce i napodobením názvů (Kam se dosud člověk nevydal – Kam se dosud žádný fanoušek nevydal; Vyhnání z ráje – Vyhnání z Frye)
- Postavy v seriálu Teorie velkého třesku, který pojednává o geecích a nerdech, mnohokrát zmiňují či citují Star Trek v nejrůznějších situacích. Několikrát se převlékají do kostýmů členů posádky. Objevují se zde i samotní herci ze Star Treku: v několika epizodách hraje sám sebe Wil Wheaton, v cameo rolích se zde objevili i George Takei, LeVar Burton a Brent Spiner.

Ostatní
- Sev Trek paroduje klišé Star Treku krátkými stripy.[69]
- V českém prostředí vznikla i parodie v podobě textové hry zvané Blektrek[70]

## Trekkies

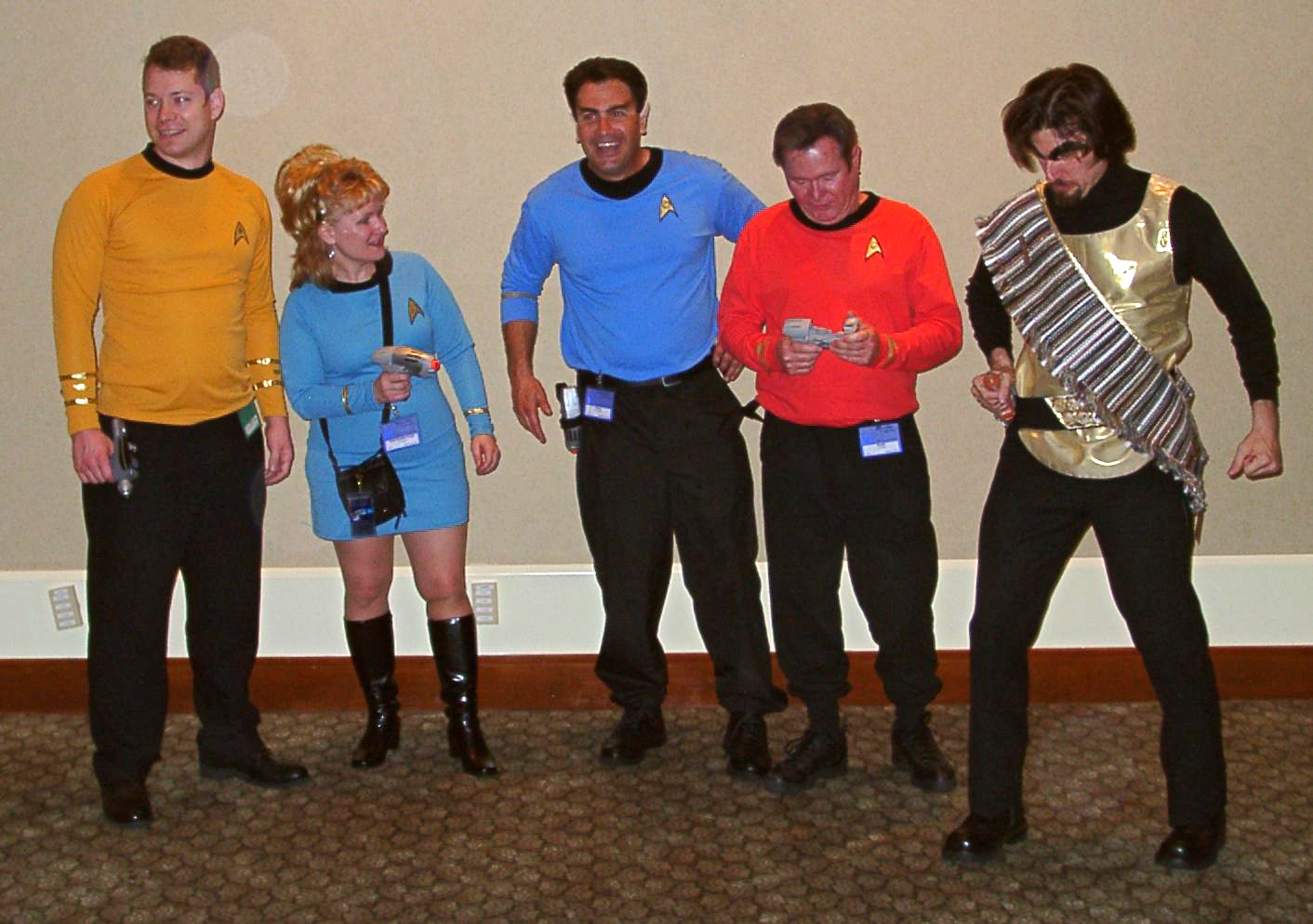
Trekkies

Star Trek, zejména části spadající k původní posádce s kapitánem Kirkem, ovlivnil mnoho televizních diváků, ze kterých se rázem stali fanoušci tohoto sci-fi. Dnes jde o celá společenství, která se nazývají „trekkies“. Trekkies velmi ovlivňují skutečný svět svými hlasy. Díky dopisové kampani se trekkies podařilo původní seriál prodloužit o další 2 sezóny, kdy jej NBC chtěla ukončit.
Rostoucí základna trekkies tak začala ovlivňovat i seriál samotný. Jakákoliv změna vůči zavedeným pravidlům universa je z jejich strany ostře kritizována a jejich silnou zbraní jsou právě dopisy, které nejedné společnosti daly najevo, že je nelze přehlížet.
Trekkies, obdobně jako fanoušci Star Wars nebo Hvězdné brány pořádají svá setkání, kdy zejména v USA lze vidět průvody lidí převlečených za Klingony, Borgy, Vulkánce apod. V Česku patří mezi významné Trekfest a CzechTREK.